# Скрипач на крыше (премия)
«Скрипач на крыше» — премия, учреждённая Федерацией еврейских общин России (ФЕОР) в 2002 году. Символом премии является картина Марка Шагала «Скрипач», написанная им в 1913 году и более известная под названием «Скрипач на крыше» — именно эта картина позднее вдохновила Бок, Джерри и Джозефа Стайна на создание одноимённого бродвейского мюзикла по рассказам Шолом-Алейхема.
В образе пытающегося удержаться на крыше скрипача художник отразил символику местечкового быта, где рядом сосуществуют очарование и бедность, счастье и трагедия. Скрипач — это человек, без которого в дореволюционной еврейской общине не обходилось ни одно событие, будь то рождение ребёнка или поминки. Именно такого скрипача — неунывающего, готового всегда радовать людей своей музыкой,— воплотил в статуэтке, которую вручают лауреатам премии, израильский скульптор Франк Майслер.
Церемония награждения проходит ежегодно в дни празднования Хануки. Лауреатами премии становятся как лица, так и организации, чей вклад в общественную и культурную жизнь страны ФЕОР считает особенно значимым. Национальность и вероисповедание номинантов при этом значения не имеют.
Как сказал Президент ФЕОР, раввин Александр Борода на церемонии вручения премии в 2021 году: «Статуэтка «Скрипач на крыше» символизирует собою победу и оптимизм. Скрипач стоит на крыше, возвышаясь над обстоятельствами, в которых он оказался. Это — девиз наших лауреатов . «Скрипач на крыше» — это лучший символ того, как человек поднимается над обстоятельствами, делая что-то уникальное».
В названии каждой церемонии указывается год по еврейскому и григорианскому календарю: так, например, в 2021 году мероприятие именовалось «Скрипач на крыше 5781 / 2021».
До 2011 года премия была известна под названием «Человек года».
Среди лауреатов премии в разные годы были профессор, педиатр Леонид Рошаль, адвокат Генри Резник, кинорежиссёр Андрей Кончаловский, публицист Леонид Радзиховский, народный артист СССР Владимир Этуш и многие другие известные личности.

## Основатели премии «Скрипач на крыше»
Премия «Скрипач на крыше» была основана Федерацией еврейских общин России (ФЕОР).
При ФЕОР создан специальный комитет, который отбирает претендентов на награду. Лауреатам вручаются премии в нескольких номинациях, связанных с общественной и культурной жизнью, просветительской деятельностью, меценатством.
Награждение лауреатов премии происходит в декабре. Дни праздника Хануки были выбраны для церемонии награждения не случайно. Ханука – это праздник огней и одновременно надежда на чудо; как бы ни было темно снаружи, яркая свеча может превратить тьму в свет. К тому же, преддверие нового года – это традиционное время подводить итоги.
На торжественной церемонии присуждения премии «Скрипач на крыше» в 2019 году Главный раввин России Берл Лазар обратился к гостям с такими словами: «Ханука – это праздник победы, но прежде всего это – праздник света. источник В Талмуде сказано, что зажигать менору нужно так, чтобы свет был виден на улице. Наша задача состоит в том, чтобы освещать не только свою жизнь, но и жизнь других людей. Как гласит еврейская пословица, «свеча для одного – свеча для сотни»».

## История премии
Премия учреждена Федерацией еврейских общин России (ФЕОР) в 2002 году и вручается с 2003 года. Как вспоминает руководитель Департамента общественных связей ФЕОР Борух Горин, «В конце 1980-х годов еврейская община в стране сложилась институционно, и стало понятно: надо подводить итоги года, награждать отличившихся. Так возникла идея премии» источник.
До 2011 года премия называлась «Человек года». По признанию Боруха Горина, это название всегда выглядело слишком обезличенным. «Разных “человеков” много — нет чёткой ассоциации, да и пафосно», — говорил он.
Место проведения мероприятия несколько раз менялось: это был Центральный Академический Театр Российской Армии, Московский еврейский общинный центр в Марьиной роще и Государственный концертный зал «Россия».
С 2007 года церемония награждения проходила в Государственном Кремлёвском дворце.

### Премия в период COVID-19
В 2020 году церемония вручения премии не состоялась из-за ограничительных противоэпидемических мер, объявленных из-за пандемии COVID-19.
В 2021 году в связи со сложной эпидемиологической обстановкой в России мероприятие пришлось перенести из Государственного Кремлёвского дворца в концертный зал «Барвиха Luxury Village».

## Номинации и награды
Перечень номинаций премии «Скрипач на крыше» строго не регламентирован и время от времени варьируется. Самое большое количество номинаций — в сфере искусства, журналистики, издательского дела. Отмечается вклад отдельных лиц и организаций в благотворительность и просветительскую деятельность. За особые заслуги перед обществом награждают людей в номинациях «Мужество» и «Человек-легенда».
Напоминая о важности образовательных и национально-культурных программ для школьников, российский режиссёр Александр Файфман на церемонии награждения 2019 года сказал: «Поддерживая традиционное образование, мы строим наше будущее на основах доброты и милосердия» источник.
Каждый победитель получает статуэтку «Скрипача на крыше», созданную скульптором из Израиля Франком Майслером. Это выполненная из металла фигурка бородатого еврейского музыканта в картузе, жилетке, высоких сапогах и рубахе, с прижатой к плечу скрипкой и круглым пенсне, съехавшим на нос. Он стоит, опираясь одной ногой на футляр для скрипки, и с мечтательной улыбкой смотрит в небо, готовый сыграть веселую еврейскую мелодию.
Всем лауреатам также вручаются именной диплом и денежная премия.

## Церемонии
Церемонии присуждения премии «Скрипач на крыше» (до 2011 года – премия «Человек года») проводятся с 2003 года. На открытии перед гостями и номинантами премии по традиции выступает Главный раввин России Берл Лазар. С приветственным словом к гостям также обращается президент Федерации еврейских общин Александр Борода.
Праздничное мероприятие проводят популярные российские актёры, шоумены, телевизионные ведущие. В каждой церемонии принимают участие представители ФЕОР, еврейской общественности, посол Государства Израиль, деятели науки и культуры, известные политики и артисты. На роль церемониймейстера приглашаются известные личности: актёры, режиссёры, общественные деятели, писатели и т.д.
Каждое мероприятие состоит из официальной части и культурной программы. Развлекательная часть обычно является тематической и посвящена какому-то явлению в жизни еврейского общества — юмору, традициям, музыке и т.д.
На торжественной церемонии перед зрителями выступают певцы, поэты, музыканты, рок и фольк группы и театральные коллективы из России и зарубежных стран. В разные годы участниками программы становились Андрей Макаревич, группа из Великобритании Oi Va Voi, Геннадий Хазанов, Олег Газманов, трио «Лойко» и другие.

## Лауреаты премии

### 2021 год
| Номинация                       | Лауреат                                                                                             | Достижение                                                                                 |
| ------------------------------- | --------------------------------------------------------------------------------------------------- | ------------------------------------------------------------------------------------------ |
| «Человек-легенда»               | Академик РАН, генеральный директор группы компаний «Мать и дитя» Марк Курцер                        | За вклад в развитие российской медицины                                                    |
| «Культура»                      | Народный артист РФ Александр Левенбук                                                               | За вклад в развитие еврейской культуры России                                              |
| «Кинематограф»                  | Режиссёр, продюсер Вадим Перельман                                                                  | За фильм «Уроки фарси»                                                                     |
| «Театр»                         | Электротеатр Станиславский                                                                          | За спектакли «Помолвка» и «Жизнь и необыкновенные приключения Соломона Маймона»            |
| «Журналистика»                  | Заместитель главного редактора «Независимой газеты» Андрей Мельников                                | За освещение событий и проектов еврейской общины России                                    |
| «Государственный деятель»       | Министр просвещения РФ, доктор педагогических наук Сергей Кравцов                                   | За поддержку национально-культурных традиций народов России в общеобразовательной системе  |
| «Просветительская деятельность» | Глава представительства «Натив» в РФ, советник посольства государства Израиль в РФ Яна Агмон        | За идею «Фестиваля иврита» на базе израильских культурных центров «Натив»                  |
| «Наука»                         | Академик РАН, директор НИЦЭМ им. Гамалеи, один из разработчиков «Спутник–V» Александр Гинцбург      | За выдающийся вклад в развитие отечественной эпидемиологии                                 |
| «Благотворительность»           | Основатель благотворительного фонда «770» Йегуда Давыдов и президент фонда «770» Хая-Тамар Давыдова | За вклад в развитие еврейского образования и общинной жизни России                         |
| «Общинная деятельность»         | Директор и главный врач Медицинского центра ФЕОР «Рамбам» Мирьям Баренбаум (Финберг)                | За оказание медицинской поддержки и организацию благотворительной помощи во время пандемии |

### 2019 год
| Номинация                      | Лауреат | Достижение |
| ------------------------------ | --- | --- |
| «Государственная деятельность» | Председатель Государственной Думы Федерального Собрания РФ Вячеслав Володин                                        | |
| «Журналистика»                 | «Религия и мировоззрение» РИА Новости — МИА «Россия сегодня»                                                       | За освещение событий и явлений в еврейской общине                                                              |
| «Общинная деятельность»        | Раввин ЕАО и Биробиджана Элиягу Рисс                                                                               | За вклад в развитие еврейской общинной жизни в Еврейской автономной области                                    |
| «Благотворительность»          | Режиссёр, продюсер, медиа-менеджер Александр Файфман                                                               | За многолетнюю поддержку подростковых развивающих лагерей и содействие открытию детского сада «Мир интеллекта» |
| «Общественная деятельность»    | Президент Международного благотворительного фонда СТМЭГИ Герман Захарьяев                                          | За просветительскую и благотворительную деятельность                                                           |
| «Издательская деятельность»    | Переводчик, редактор и издатель еврейских классических текстов Менахем Яглом                                       | За подготовку 14-томного академического издания: «Мишне Тора. Кодекс Маймонида» на русском                     |
| «Культурное событие года»      | Специалист по советскому идишскому фольклору и устной истории Анна Штерншис и певец, поэт и филолог Псой Короленко | За создание альбома «Идиш Глори: Потерянные песни Второй мировой войны»                                        |
| «Театр»                        | Московский академический Музыкальный театр им. Станиславского и Немировича-Данченко                                | За постановку оперы «Фрау Шиндлер»                                                                             |
| «Кинематография»               | Продюсер Артём Васильев                                                                                            | За участие в создании фильмов «Юморист» и «Война Анны»                                                         |
| «Человек-легенда»              | Художник Гриша Брускин                                                                                             | За выдающийся вклад в развитие мировой культуры                                                                |

### 2018 год
| Номинация                   | Лауреат | Достижение                                                                           |
| «Общинная жизнь»            | Председатель попечительского совета еврейской общины города Калининград Владимир Кацман | За вклад в развитие общинной жизни в Калининграде                                    |
| «Благотворительность»       | Меценат, учредитель Фонда целевого капитала Еврейского музея и центра толерантности Алексей Лихтенфельд | За вклад в развитие еврейского образования и общинной жизни в России                 |
| «Кинематограф»              | Актёр и режиссёр Константин Хабенский | За отображение героизма узников нацизма в фильме «Собибор»                           |
| «Мужество»                  | Раввин Носон Вершубский | За самоотверженную борьбу за права евреев в СССР                                     |
| «Театр»                     | Театр имени Евгения Вахтангова | За постановку спектакля «Наш класс», посвящённого событиям в польском городе Едвабне |
| «Общественная деятельность» | Глава иерусалимского отделения центра Симона Визенталя, «охотник за нацистами» Эфраим Зурофф | За противодействие ревизионизму Холокоста                                            |
| «Образование»               | Профессор факультета истории и директор Международного центра истории и социологии Второй мировой войны и её последствий Национального исследовательского университета «Высшая школа экономики» Олег Будницкий | За популяризацию изучения еврейской истории в России                                 |
| «Журналистика»              | Телеведущий Константин Эггерт | За цикл передач «Трудно быть с Богом» на телеканале «Дождь»                          |
| «Издательская деятельность» | Издательская группа «Точка» | За издание книги «Черта», посвящённой т. н. «черте оседлости»                        |
| «Человек-легенда»           | Художественный руководитель Московского академического театра Сатиры Александр Ширвиндт |                                                                                      |

### 2017 год
| Номинация                   | Лауреат                                                                                    | Достижение |
| «Региональный руководитель» | Губернатор Смоленской области Алексей Островский.                                          | За вклад в развитие многонациональной культуры Смоленской области и содействие в создании еврейского музейного комплекса «Любавичи» |
| «Общинная жизнь»            | Председатель еврейской общины Красноярска Юрий Лившиц.                                     | За развитие традиционных еврейских ценностей в городе Красноярске                                                                   |
| «Телевидение»               | Ведущий программы «Правила жизни» на телеканале «Культура» Алексей Бегак.                  | За серию передач о еврейской культуре и традиции в программе «Правила жизни» на телеканале «Культура»                               |
| «Благотворительность»       | Президент Европейского еврейского конгресса Вячеслав Кантор.                               | За содействие в организации акции «Марш жизни» в мемориальном комплексе концентрационного лагеря «Аушвиц-Биркенау»                  |
| «Кинематограф»              | Кинорежиссёр Андрей Кончаловский                                                           | За отображение трагедии Холокоста в фильме «Рай»                                                                                    |
| «Литература»                | Писатель Михаил Вайскопф                                                                   | За исследование еврейской темы в творчестве Исаака Бабеля                                                                           |
| «Издательская деятельность» | Глава издательства «Corpus» Варвара Горностаева                                            | За вклад в популяризацию еврейской литературы в России                                                                              |
| «Мужество»                  | Раввин Йосеф Менделевич                                                                    | За самоотверженную борьбу за права евреев в СССР                                                                                    |
| «Театр»                     | Режиссер Сергей Широков                                                                    | За постановку оперы Моисея Вайнберга «Пассажирка» по одноимённой новелле Зофьи Посмыш                                               |
| «Музыка»                    | Композитор Юрий Шерлинг                                                                    | За музыкальное отображение еврейской истории в оратории «Исход»                                                                     |
| «Культурное событие года»   | Руководитель компании Lorem Ipsum Ян Визинберг                                             | За создание экспозиции зала Послевоенного периода в Еврейском музее и Центре толерантности                                          |
| «Человек-легенда»           | Президент Государственного музея изобразительных искусств им. А. С. Пушкина Ирина Антонова | За выдающийся вклад в развитие культуры и искусства в России                                                                        |

### 2018 год[1]
| Номинация                   | Лауреат                                                                                                 | Достижение                                                                            |
| «Общинная жизнь»            | Председатель попечительского совета еврейской общины города Калининград Владимир Кацман                 | За вклад в развитие общинной жизни в Калининграде                                     |
| «Благотворительность»       | Меценат, учредитель Фонда целевого капитала Еврейского музея и центра толерантности Алексей Лихтенфельд | За вклад в развитие еврейского образования и общинной жизни в России                  |
| «Кинематограф»              | Актёр и режиссёр Константин Хабенский                                                                   | За отображение героизма узников нацизма в фильме «Собибор»                            |
| «Мужество»                  | Раввин Носон Вершубский                                                                                 | За самоотверженную борьбу за права евреев в СССР                                      |
| «Театр»                     | Театр имени Евгения Вахтангова                                                                          | Зза постановку спектакля «Наш класс», посвящённого событиям в польском городе Едвабне |
| «Общественная деятельность» | Глава иерусалимского отделения центра Симона Визенталя, «охотник за нацистами» Эфраим Зурофф            | За противодействие ревизионизму Холокоста                                             |

### 2019 год
| Номинация                      | Лауреат | Достижение |
| «Государственная деятельность» | Председатель Государственной Думы Федерального Собрания РФ Вячеслав Володин                                        | |
| «Журналистика»                 | «Религия и мировоззрение» РИА Новости — МИА «Россия сегодня»                                                       | За освещение событий и явлений в еврейской общине                                                              |
| «Общинная деятельность»        | Раввин ЕАО и Биробиджана Элиягу Рисс                                                                               | За вклад в развитие еврейской общинной жизни в Еврейской автономной области                                    |
| «Благотворительность»          | Режиссёр, продюсер, медиа-менеджер Александр Файфман                                                               | За многолетнюю поддержку подростковых развивающих лагерей и содействие открытию детского сада «Мир интеллекта» |
| «Общественная деятельность»    | Президент Международного благотворительного фонда СТМЭГИ Герман Захарьяев                                          | За просветительскую и благотворительную деятельность                                                           |
| «Издательская деятельность»    | Переводчик, редактор и издатель еврейских классических текстов Менахем Яглом                                       | За подготовку 14-томного академического издания: «Мишне Тора. Кодекс Маймонида» на русском                     |
| «Культурное событие года»      | Специалист по советскому идишскому фольклору и устной истории Анна Штерншис и певец, поэт и филолог Псой Короленко | За создание альбома «Идиш Глори: Потерянные песни Второй мировой войны»                                        |